# LGBT práva na Haiti

Duhová mapa Haiti

Lesby, gayové, bisexuálové a translidé (LGBTQ+) se na Haiti mohou setkávat s právními komplikacemi neznámými pro většinové obyvatelstvo. Stejnopohlavní sexuální aktivita je zde legální od roku 1791 a je i sjednocený věk způsobilosti k těmto aktivitám jako u heterosexuálních párů.

## Stejnopohlavní soužití a právní rámec
Již od podzimu 1791, kdy byl v revoluční Francii přijat nový trestní zákoník, který rušil veškeré činy páchané v rámci sodomie, tak i po osamostatnění během haitské revoluce r. 1804 haitská vláda nikdy nepřijala zákon, který by homosexualitu jakkoliv kriminalizoval. 
Haiti neuznává stejnopohlavní manželství ani jinou právní formu stejnopohlavních párů. Někteří náboženští vůdci dokonce kritizovali skupinu LGBT aktivistů, kteří chtěli lobbovat v parlamentu za práva LGBT komunity.
V roce 2017 přijal místní Senát návrh zákona, který by trestal stejnopohlavní sňatky pokutou 8 tisíc USD nebo trestem odnětí svobody až na 3 roky. Nikdy však nebyl schválen jako zákon, a tudíž není platný.
Haitští liberální politici včetně prezidenta r. 2020 chtěli prosadit zákon, který by chránil homosexuály proti slovním výhrůžkám a urážkám, ale konzervativní politici včetně mnoha obyčejných Haiťanů toto kritizují.

## Sociální podmínky
Mnoho Haiťanů je věřících (zejm. katolíků, ortodoxních muslimů a lidových náboženství a tudíž se staví odmítavě vůči projevům homosexuality či crossdressingu. Proto mnoho LGBT jedinců svoji sexuální orientaci skrývá kvůli strachu reakci okolí. Jedinou komunitou, která se vyjadřuje o LGBT pozitivně, jsou vyznavači voodoo.
Na Haiti téměř neexistuje veřejný noční život se zamřením na LGBT komunitu, nejsou zde žádné gay bary či kluby a podzemní scéna je rozšířená podle ekonomických tříd (tzn. čím vyšší, tím větší rozšířenost).
V roce 2002 byl vydán dokument Of Mens and Gods, který mapuje život několika vybraných haitských gayů, kteří zde mluvbí otevřeně o společenské diskriminaci. Proto se začala akademická půda o problematiku LGBT jedinců na Haiti zajímat více do hloubky (např. Elizabeth McAlister, Erin Durban-Albrecht či Omise'eke Natasha Tinsley). 
Jsou známy i případy odmítavých kroků policie, která též mnohokrát údajně odmítla pomoci LGBT jedincům vyřešit urážky ze strany konzervativních skupin a jedinců. Samotní policisté jsou často homofobní, považují odlišné sexuální orientace či genderové identity za amorální a často sami LGBT jedince obtěžují.

## Souhrnný přehled
| Legální věk způsobilosti k pohlavnímu styku                                             | (1791)     |
| Stejný věk legální způsobilosti k pohlavnímu styku pro obě orientace                    | Yes        |
| Anti-diskriminační zákony v zaměstnání                                                  | No         |
| Anti-diskriminační zákony v přístupu ke zboží a službám                                 | No         |
| Anti-diskriminační zákony v ostatních oblastech (homofobní urážky, zločiny z nenávisti) | (navrženo) |
| Stejnopohlavní manželství                                                               | No         |
| Jiná forma stejnopohlavní soužití                                                       | No         |
| Adopce dítěte partnera                                                                  | No         |
| Společná adopce dětí stejnopohlavními páry                                              | No         |
| LGBT osoby smějí otevřen sloužit v armádě                                               | No         |
| Možnost změny pohlavního styku                                                          | No         |
| Přístup k umělému oplodnění pro lesbické ženy                                           | No         |
| Náhradní mateřství pro gay páry                                                         | No         |
| MSM smějí darovat krev                                                                  | No         |